# Auchenipterus brevior
Auchenipterus brevior es una especie de pez de la familia Auchenipteridae en el orden de los Siluriformes.

## Distribución geográfica
Se encuentran en Sudamérica: en la cuenca del río Potaro.